# فرد پریست
فرد پریست (به انگلیسی: Fred Priest) بازیکن فوتبال زادهٔ ۱۸۷۴ اهل انگلستان بود که سابقهٔ بازی در تیم ملی فوتبال انگلستان را در کارنامهٔ خود دارد. وی در تاریخ ۱۷ مارس ۱۹۰۰ تنها بازی ملی خود را در مقابل تیم ملی فوتبال ایرلند انجام داد.